# Архимандрит Василије (Гролимунд)
Архимандрит Василије Гролимунд је схи-игуман скита Српске православне цркве посвећеног Светом Спиридону, у селу Гајлнау недалеко од Лимбург на Лани Немачка, рођен на Васкрс 1943. године у Мури-у код Цириха. Са православљем се сусреће у Грчкој на матурској екскурзији, након чега се уписује на Богословски факултет у Атини.

## Биографија
Током студија упознаје и потоње Архијереје Српске православне цркве: Амфилохија, Атанасија, Артемија и Иринеја који му откривају Пут светосавски, равноапостолног и васељенског учитеља Светог Саве Српскога, који ће дубоком промишљу Бога Живога младог швајцарског православног теолога пратити ка његовом будућем непресушном духовном зденцу, Светом Јустину Поповићу.
Будући послушник Аве Јустина, походи свете српске крајеве, упознајући манастире у Србији, да би године 1971. с радошћу примио монашки постриг од свога духовног оца, архимандрита Јустина Ћелијског, али и његово духовно завјештање – да сведочи Светосавље на Западу.
Тих раних седамдесетих година он се као постдипломац руског језика и руске културе на Светосергијевском руском Богословском институту у Паризу придружује изабраном кругу будућих иконописаца под окриљем обдареног професора Леонида Успенског.
На Свету Гору стиже 1975. године као подвижник манастира Ставроникита и Симонопетра, у којима борави наредних десет година припремајући се за православну мисију. Следећи препоруке светогорских стараца, доспијева у Париз 1985. године, где се придружује као сабрат светогорском метоху у Монжерону.
Почетком октобра 1989. усељава са својим сабратом, будућим јеромонахом Пајсијем, а данашњим схи-јеромонахом протосинђелом Јустином (Рауер), у нови скит Српске православне цркве у Немачкој, посвећен Светом Спиридону Епископу, тримитунтском чудотворцу, а под благословом тадашњег владике западноевропског Лаврентија.
Великим трудом и љубављу, отац Василије као устројитељ једне монашке обитељи у Гајлнау, заједно са својом сабраћом оцем Јустином (Рауер) и оцем Нилом, од 2009. године умножава и надограђује постојећи манастир куповином имања у Ајтерфелду (Фулда) и изградњом нове манастирске цркве посвећене Преподобном Јустину Ћелијском и Благовести Пресвете Богородице.
У чин ђакона и свештеника рукоположио га је владика Амфилохије 1985. године у Атини.